# Богуслав XIV
Богуслав XIV  (пол. Bogusław XIV, нем. Bogislaw XIV von Pommern) (31 марта 1580 — 10 марта 1637) — последний герцог Померании. Также носил титулы герцога Щецина и Кашубии, принца Рюгенского. Лютеранский епископ Каммина.

## Биография

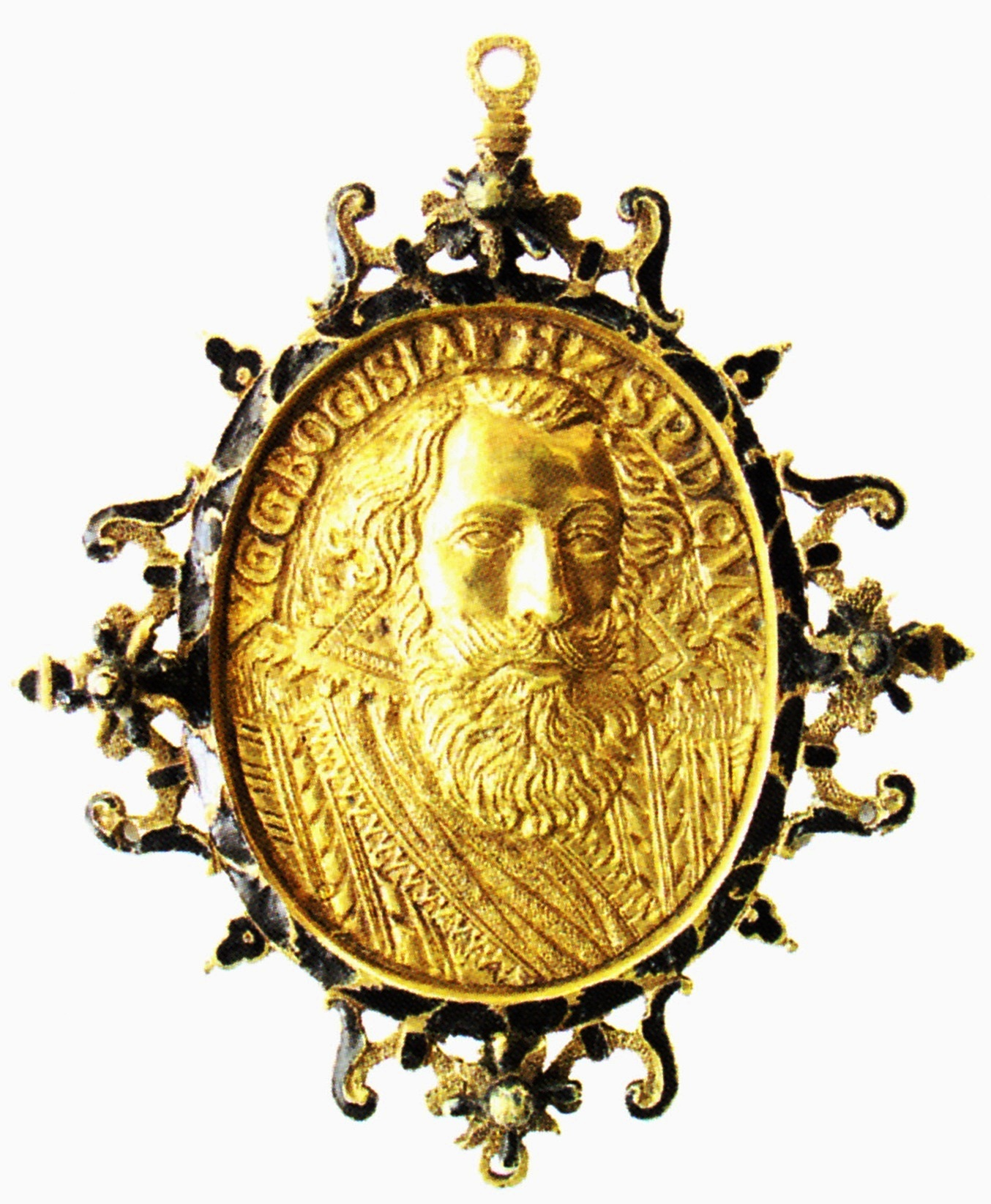
Гнаденпфенниг Богуслава XIV

Богуслав XIV был третьим сыном герцога Померании Богуслава XIII и его первой жены Клары Брауншвейг-Люнебургской.
С 1606 года вместе со своим братом Георгом II руководил амтами Рюгенвальде и Бютова, с 1617 года — правил ими единогласно.
В 1615 году он женился на Елизавете Шлезвиг-Гольштейн-Зондербургской, дочери герцога Иоганна II и его первой жены Елизаветы Брауншвейг-Грубенгагенской. Брак остался бездетным.
С 1618 года в Европе началась Тридцатилетняя война, от которой сохранявшая лояльность империи Померания изначально была избавлена. Богуслав поначалу оставался нейтральным, создание обороны и набор армии начался в 1626 году.
Шведско-польская война лишь косвенно затронула герцогство. Принял у себя изгнанного сословиями герцога Семигалии Вильгельма.
После смерти братьев Франца (1620 г.) и Ульриха (1622 г.) стал герцогом Померании-Штеттин. После смерти в 1625 году двоюродного брата Филиппа Юлия к нему перешли Померания-Вольгаст Камминское епископство. При этом объединённые герцогства сохранили свою независимую администрацию и управлялись отдельно от Штеттина и Вольгаста.
Несмотря на заверения императора, что он не будет оккупировать Померанию, Альбрехт Валленштейн летом 1627 года вторгся в Гольштейн, Бранденбург и Мекленбург, а чуть позже и в Померанию. По Францбургской капитуляции от осени 1627 года Богуславу пришлось согласиться на расквартирование имперских войск. Только Штральзунд отказался принять солдат, и при поддержке Дании и Швеции выдержал осаду. Соглашение о союзе между Швецией и Штральзундом в 1628 году фактически означало политическую независимость города от герцога.
После высадки в Померании шведской армии во главе с королём Густавом II Адольфом, Богуслав XIV в августе 1630 года был вынужден заключить с ним в Штеттинском замке. Договор от 25 августа, перенесенный задним числом на 10 июля по политическим причинам, был описан как оборонительный союз. Герцог смог сохранить гражданскую администрацию, но страну оккупировали шведские войска. Документ также оспаривал притязания Бранденбургского курфюршества на наследование Померании в случае пресечения правящего дома по Гримницкому договору 1529 года, ибо герцог завещал свои владения шведам. Богуслав старался придерживаться нейтралитета в войне, хотя шведы к лету 1631 года изгнали имперскую армию Ганса Георга фон Арним-Бойценбурга и захватили Кольберг и Грайфсвальд.
Богуслав XIV умер 10 марта 1637 года. Согласно Гримницкому договору, император Фердинанд III в 1638 году передал герцогство курфюрсту Брандербурга Георгу Вильгельму, но шведы отказались отдавать ему герцогство, а сам он из-за войны не имел средств и сил добиться своего. Вестфальский мир 1648 года разделил Померанию на шведскую и бранденбургскую. Окончательно границы были определены в Штеттина в 1653 году, год спустя тело Богуслава на совместной церемонии было похоронено в герцогском склепе замковой церкви Штеттина.